# Ichthyoxenus fushanensis
Ichthyoxenus fushanensis là một loài chân đều trong họ Cymothoidae. Loài này được Tsai & Dai miêu tả khoa học năm 1999.